# Твердохлеб, Екатерина Игнатьевна
Екатерина Игнатьевна Твердохлеб (укр. Твердохліб Катерина Гнатівна; 7 декабря 1906, Снежков — 22 декабря 2007, Снежков) — колхозница, звеньевая колхоза «Большевик» Валковского района Харьковской области, Украинская ССР. Герой Социалистического Труда (1965). Депутат Верховного Совета СССР 4 и 6 созывов.

## Биография
Родилась 7 декабря 1906 года в крестьянской семье в селе Снежков Харьковской губернии. После окончания трёх классов начальной школы в родном селе проучилась ещё один год в Высокопольской четырёхлетней школе. В 1920-х годах окончила педагогические курсы и некоторое время проработала учительницей. С 1929 года работала звеньевой свекловодческого звена, на животноводческой ферме в колхозе «Большевик». Проработала на этом предприятии в течение 65 лет до выхода на пенсию.
В 1965 году удостоена звания Героя Социалистического Труда. Избиралась депутатом Верховного Совета СССР 4 и 6 созывов и делегатом III съезда колхозников.
В 1981 году издала книгу «Будни села Снежкова».
После выхода на пенсию проживала в родном селе, где скончалась 22 декабря 2007 года в возрасте 101 года.

## Память
- В 1973 году вышел документальный фильм «Екатерина Твердохлеб», снятый Харьковской студией телевидения и студией имени Довженко.
- Украинский писатель Николай Шаповал написал документальную повесть «Екатерина Твердохлеб».

## Награды
- Медаль «Серп и Молот» — указом Президиума Верховного Совета СССР от 31 декабря 1965 года;
- трижды Орден Ленина (1948, 1949, 1965);
- Орден Трудового Красного Знамени (1958);
- Медаль «За доблестный труд в Великой Отечественной войне 1941—1945 гг.»;
- Заслуженный работник сельского хозяйства Украинской ССР (1981);
- Орден княгини Ольги III степени (2006)[2];
- Почётный гражданин Харьковской области[3][4].